# Bas Mulder (musicus)
Bas Mulder (Coevorden, 15 november 1968) is een Nederlands pianist, componist, arrangeur en producer.
Al tijdens zijn studie aan het stedelijk conservatorium te Groningen speelde hij in diverse bands, waaronder Human Electrics, State of soul, Bwana 3, Jumping the blues en Bastards of the Universe. Daarnaast gaf hij workshops (jazz/rhythm & blues) voor de stichting Jazz in Groningen (1993).
In 1993 gaf hij, nadat hij was afgestudeerd, pianoles aan het Music Education Centre, de voorloper van het Noorder Muziek Instituut.
In 1996 richtte hij, toen de particuliere muziekschool Music Education Centre failliet was gegaan, samen met Martien Stienstra, Erwin Java en Patries van Iterson het Noorder Muziek Instituut op. Tegenwoordig is Mulder componist, arrangeur en pianist bij cabaretier Arno van der Heyden en heeft hij een eigen studio, waarin hij voor diverse bands en opdrachtgevers muziek componeert en produceert. Recentelijk is hij gaan spelen in de band van zanger Ralph de Jongh, met wie hij inmiddels een tournee heeft gemaakt in het voorprogramma van Waylon en een album heeft opgenomen onder de naam Ralph de Jongh & the Crazy Hearts.
Tegenwoordig is Mulder voornamelijk te zien en te horen als begeleider van cabaretier Arno van der Heyden en Trio Kloosterboer. In zijn studio produceert hij cd's voor onder andere bovengenoemde artiesten en verleent hij zijn medewerking aan radio- en tv-programma's als 'half put, half hemelwoater' (Radio Noord, tot 1 januari 2000) en 'Arno oet Grunnen' (TV Noord).